# Manuel María
Manuel María Fernández Teixeiro, né à Outeiro de Rei (province de Lugo) le 6 octobre 1929 et décédé à La Corogne le 8 septembre 2004 et connu sous le nom de Manuel María, est un poète et académicien de la langue galicienne, remarquable par son caractère combatif et son engagement politique. Ses poèmes chantent l'amour, l'art, l'engagement politique, la dénonciation des défauts, l'ethnographie, la physique, l'histoire, le caractère immatériel, la mythologie, le monde animal, le mot poétique, le temps qui passe, la religion, la société, la langue, les travaux agricoles, l'urbanisme ou la géographie. La journée des lettres galiciennes (Día das Letras Galegas) de 2016 lui est consacrée.

## Biographie

### Enfance et adolescence
Fils d'agriculteurs, il fait ses premières lettre dans son village et à Rábade. En 1942 il se rend à Lugo ou il fait ses études de bachelier au collège des maristas. C'est là qu'il commence une carrière littéraire précoce, à l'âge de 20 ans, lorsqu'il prend contact avec les intégrants du groupe de discussion du café Méndez Núñez (Luís Pimentel, Ánxel Fole, Juian Rof Codina, Aquilino Iglesia Alvariño...). De la même époque date son amitié avec Uxío Novoneyra.

### Jeunesse
En 1950 il publie son premier recueil de poèmes, Muiñeiro de brétemas, inaugurant ainsi la Escola da Tebra, un des mouvements dominants de la poésie galicienne postérieur à la Guerre civile espagnole. Après la déception de son échec aux examens d'entrée à l'Université de Saint-Jacques-de-Compostelle, il publie son second recueil de poèmes, Morrendo a cada intre (Mourant à chaque instant). Il fait son service militaire à Saint-Jacques où il assiste au groupe de discussion du Café Español, se liant d'une grande amitié avec Carlos Maside. De retour à Lugo, il se prépare pour exercer comme avoué ; en 1954 il est déclaré gagnant aux Xogos Florais de Ourense (Floralies).

### Activité politique
En 1958 il s'installe à Monforte de Lemos comme avoué, et l'année suivante il épouse Saleta Goi. Au cours des années soixante et soixante-dix il participe, dans la clandestinité, à la réorganisation politique des partis nationalistes, et en même temps il collabore avec de nombreuses organisations à la récupération culturelle par des conférences et des récitals de poésie. Il organise la maison d'édition Xistral et ouvre une librairie du même nom. Au théatre Capitol de Saint-Jacques de Compostelle il présente la Nouvelle Chanson Galicienne, le 1er décembre 1968. Élu membre correspondant de la Real Academia Galega en 1970, il renonça à son fauteuil para une lettre publique apparue dans les journaux galiciens en 1975.
Militant de base de l'UPG et du Front Culturel de la AN-PG (Assemblée Nationale-Populaire Galicienne), il est élu conseiller municipal à Monforte en 1979, mais en 1985 il abandonne la militance politique pour se consacrer entièrement à l'activité littéraire et culturelle, s'installant à La Corogne. Une de ses dernières collaborations a eu lieu au sein de Burla Negra et de la Plateforme Nunca Máis après la catastrophe du Prestige.

## Œuvre

### Œuvre poétique
- Muiñeiro de brétemas (1950, Sabino Torres)
- Morrendo a cada intre (1952, La Voz de la Verdad, Lugo)
- Advento (1954, Ediciones Galicia, Centro Galego de Buenos Aires)
- Terra Cha (1954)
- Libro de cantigas (1955, Lugo)
- Documentos personaes (1958, Celta)
- Libro de pregos (1962, Celta)
- Mar Maior (1963, Galaxia)
- Versos frolecidos en louvanza de Foz (1967)
- Proba documental (1968, Xistral)
- Noticia da vida e da poesía de Xosé Crecente Vega (1968)
- Manuel María. Poemas ditos coa súa voz (1969, Edigsa/Xistral, Barcelona). Disque vinyle de 45 r.p.m.
- Versos pra un país de minifundios (1969, Nós, Buenos Aires)
- Versos pra cantar en feiras e romaxes (1969, Patronato da Cultura Galega de Montevideo)
- Remol (1970 Nós, Buenos Aires)
- Canciós do lusco ao fusco (1970, Xistral)
- A Rosalía (1971)
- 99 poemas de Manuel María (1972, Razão Actual, Porto)
- Odas nun tempo de paz e de ledicia (1972, Razão Actual, Porto)
- Aldraxe contra a xistra (1973, Roi Xordo)
- Informe pra axudar a alcender unha cerilla (1973, Patronato da Cultura Galega, Montevideo)
- Laio e clamor pola Bretaña' (1973, Roi Xordo)
- Seis pétalos de rosa en xeito de retrato (1973, edición do autor). Asinado co pseudónimo Xohán Carneiro
- Cantos rodados para alleados e colonizados (1976, Xistral)
- Poemas ó outono (1977, Xistral)
- Poemas para construír unha patria (1977, AN-PG)
- O libro das baladas (1978, Follas Novas)
- Catavento de neutrós domesticados (1979, Alvarellos)
- Brétemas do muiñeiro e poema da neboa aferrollada (1980, Xistral)
- Versos de trinta outonos: (escolma 1950-1979) (1980, Xistral). Escolma de Camilo Gómez Torres
- Escolma de poetas de Outeiro de Rei (1982, Xerais)
- Versos do lume e do vagalume (1982, Galiza Editora)
- Cantigueiro do Orcellón (1984, A. C. Avantar, O Carballiño)
- A luz ressuscitada (1984, AGAL)
- O camiño é unha nostalxia (1985, Arracada Galería de Artes)
- Poemas da labarada estremecida (1985, Xistral)
- Oráculos para cavalinhos-do-demo (1986, Caixa Ourense)
- Ritual para unha tribu capital do concello (1986, Follas secas)
- As lúcidas lúas do outono (1988, Vía Láctea)
- Sonetos ao Val de Quiroga (1988, Concello de Quiroga)
- Saturno (1989, Asociación Cultural Rosalía Castro de Barakaldo). Edition bilangue galicien/basque
- Cancioneiro de Monforte de Lemos (1990, Concello de Monforte)
- Homenaxe ao regato do Cepelo (1990, édition de l'auteur)
- Compendio de orballos e incertezas (1991, El Correo Gallego)
- Hinos pra celebrar ao século futuro (1991, Editorial Compostela)
- Panxoliñas (1992, Asociación Cultural Xermolos)
- Antoloxía poética (1993, Espiral Maior)
- Os lonxes do solpor (1993)
- Poemas a Compostela (1993, El Correo Gallego)
- A primavera de Venus (1993, Espiral Maior)
- Poemas a Compostela (1993)
- Cantigas e cantos de Pantón (1994, Concello de Pantón)
- Poemas para dicirlle a dúas lagoas (1994, Espiral Maior)
- O Miño, canle de luz e néboa (1996, Espiral Maior)
- Antoloxía poética (1997, AS-PG/A Nosa Terra)
- Sonetos á casa de Hortas (1997, Espiral Maior)
- MiniEscolma (1998, edición do autor)
- Brétemas de muiñeiro (2000)
- Camiños de luz e sombra (2000)
- Obra poética completa I (1950-1979) e II (1981-2000) (2001, Espiral Maior)
- Elexías á miña vida pequeniña (2004, Instituto de Estudos Chairegos)
- Cecais hai unha luz (2010, Fundación Manuel María)

### Œuvre en prose
- Contos en cuarto crecente e outras prosas (1952, Celta)
- O xornaleiro e sete testemuñas máis (1971, Ediciones Galicia. Centro Galego de Buenos Aires)
- Kricoi, Fanoi e Don Lobonis (1973, Editorial Castrelos)
- Andando a Terra (1990, A Nosa Terra). Sous le pseudonyme Manuel Hortas Vilanova
- Os ontes do silencio (1990, Nova Galicia)
- Cando o mar foi polo río (1992)
- Novena a Santa Isabel, por un devoto de Outeiro de Rei (1995, Asociación Cultural Xermolos)
- Historias do empardecer (2003, Laiovento)

### Théatre
- Auto do taberneiro. 4 ventos (1957. 2ª edición no 1970, en Xistral)
- Auto do labrego. Céltiga nº 4 (1961)
- Auto do mariñeiro (brevísima farsa dramática en tres tempos) (1970, Xistral)
- Barriga verde (1973, Castrelos. Edición do 1996 a cargo de Santiago Esteban Radío)
- Unha vez foi o trebón (1976)
- Auto trascendental do ensino tradicional (1979)
- Aventuras e desventuras dunha espiña de toxo chamada Berenguela (1981, Xistral)
- Auto do Maio esmaiolado (1985, Cadernos da Escola Dramática Galega)
- Abril de lume e ferro (1989, Concello de Carral)
- Auto do Castromil ou a revolución dos baúles (1992, Castromil)
- Farsa de Bululú (1992, El Correo Gallego)
- A lúa vai encoberta (1992, Diario 16 de Galicia)
- Unha vez foi o trebón (1992, El Correo Gallego)
- Edipo (2003, Universidade da Coruña). Edición de Miguel Anxo Mato

### Œuvre pour les enfants et la jeunesse
- Os soños na gaiola (1968. Reeditado en Xerais)
- Aventuras e desventuras dunha espiña de toxo chamada Berenguela (1979, Cadernos da Escola Dramática Galega)
- As rúas do vento ceibe (1979, Xistral)
- A tribo ten catro ríos (1991, S. M.)
- Unha sombra vai polo camiño; Como desapareceu a Atlántida e apareceron os lagartos (1991, Xerais)
- Cando o mar foi polo río (1992, S. M.)
- Viaxes e vagancias de M. P. (1994, S. M.)
- As ribeiras son escuras (1997, Everest Galicia)
- O bigote de Mimí (2003, Everest Galicia)

### Essais
- Notas encol da poesía de Fermín Bouza-Brei (1958, separata da Real Academia Galega)
- Noticia da vida e poesía de Xosé Crecente Vega (1968, Université de Coimbra)
- Noticia da poesía galega de posguerra (1972, Sociedade da Língua Portuguesa)
- A Terra Chá: poesía e paisaxe (2003, Real Academia Galega)
- Galiza (2010, Fundación Manuel María)